# Alfred Kowalsky
Alfred Kowalsky (* 6. März 1879 in Pfaffenthal, Luxemburg; † 14. Mai 1943 in Metz, Département Moselle) war ein luxemburgischer Komponist.

## Leben
Kowalsky studierte Orgel bei Charles-Marie Widor in Paris und später Komposition bei Richard Strauss in Berlin.

## Ehrungen
In Stadtviertel Pfaffenthal seiner Heimatstadt Luxemburg wurde eine Straße nach ihm benannt.

## Werke (Auswahl)

### Opern
- Flammentod. Musikdrama in drei Aufzügen (Libretto von Margarethe Thulcke).
- Griselinde. Oper in drei Aufzügen und vier Bildern. Linden & Hansen, Luxemburg 1918. (Libretto von Nikolaus Welter).
- Tote Frau. Ein Drama in drei Teilen und zwei Verwandlungen („Vera“). Dionysos-Verlag, Berlin 1944.
- Le chasseur perdu en fôret. Senart, Paris 1925.

### Operetten
- Drei ass göttlich. Verlag Praum, Luxemburg (Libretto von Batty Weber).
- D'Rosy vun der Stemillen. Stomps, Letzeburg 1911 (Libretto von Nikolaus Wampach).

### Anderes
- Die Springprozession. Buyst, Luxemburg
- Cappriccio
- Trio für Piano